# Archidiecezja Naksos-Andros-Tinos-Mykonos
Archidiecezja Naksos-Andros-Tinos-Mykonos – archidiezja rzymskokatolicka w Grecji, siedziba metropolii. W obecnym kształcie istnieje od 1919. Arcybiskupem metropolitą jest od 1993 Nikólaos Printesis.

## Ordynariusze
- Nicolás (Pedro) de Noya, O.P. † (1505 - 1515)
- Pietro Martire Giustiniani, O.P. † (1691 - 1700)
- Binkentios Coressi † (1800 -1814)
- Andrea Veggetti † (1816 -  1838)
- Lorenzo Bergeretti † (1864 -?)
- Giuseppe Zaffino † (1875 - ?)
- Filippo Camassei † (1904- 6 Dec 1906)
- Leonard Brindisi † (1909 -1919)
- Matteo Vido † (1919 -  1924)
- Alessandro Guidati † (1929 - 1947)
- Joannis Baptist Filippucci (Filippoussis) † (1947  - 1959)
- Ioannis Perris † (1960 -  1993)
- Nikólaos Printesis (1993 - 2021)
- Josif Printezis (od 2021)